# Kissasaari (ö i Södra Karelen, Villmanstrand, lat 60,97, long 27,94)
Kissasaari är en ö i Finland. Den ligger i sjön Keskimmäinen och i kommunen Villmanstrand i den ekonomiska regionen  Villmanstrands ekonomiska region  och landskapet Södra Karelen, i den södra delen av landet, 180 km nordost om huvudstaden Helsingfors. Öns area är 0,4 hektar och dess största längd är 90 meter i sydväst-nordöstlig riktning.